# The Two Mrs. Nahasapeemapetilons
«The Two Mrs. Nahasapeemapetilons» (с англ. — «Две миссис Нахасапимапетилон») — седьмой эпизод девятого сезона «Симпсонов». Премьерный показ состоялся 16 ноября 1997 года. Сценарий был написан Ричардом Эйплом, а режиссёром стал Стивен дин Мур.
В этой серии Апу женится на Манджуле, также в серии содержится несколько аспектов индуистских свадебных церемоний, которые авторы изучали во время создания серии. Эйпл придумывал серию задолго до девятого сезона, но идея не экранизировалась до тех пор, пока Майк Скалли не стал исполнительным продюсером. Вторая сюжетная линия, в которой Гомер поселяется в доме престарелых, была первоначально задумана как отдельная серия, но не была достаточно детализирована. Серия получила смешанные критические обзоры.

## Сюжет
В Спрингфилде проходит аукцион холостяков, для того чтобы заработать деньги для Спрингфилдского пожарного отделения, однако холостяков, принявших участие в аукционе, никто не покупает, и мероприятие оказывается на грани срыва. Мардж предлагает Апу показать себя. Выясняется, что Апу очень популярен у женщин Спрингфилда, и за него отдали 926 долларов. Он проводит время со многими женщинами города и начинает наслаждаться своим образом холостяка. Но однажды он получает письмо от своей матери из Индии, которая напоминает ему о его «отложенной свадьбе» с Манджулой, дочерью друга семьи Апу. Не желая жениться, Апу просит у Гомера совет, что делать. Гомер предлагает Апу сказать матери, что он уже женат. Несколько дней спустя Апу думает, что избежал брака, пока не узнает, что его мать приехала в США познакомиться с его женой. Чтобы как-то помочь Апу, Гомер просит Мардж временно стать женой своего друга.
Мардж не одобряет этот план, но соглашается помочь Апу. Мать Апу недовольна выбором невесты и потрясена тем, что у неё есть внуки. В то время как план действует полным ходом, Гомер решает поселиться в доме престарелых вместе со своим отцом, притворяясь Корнелиусом Талмаджом. Это продолжается до тех пор, пока настоящий Корнелиус не возвращается в дом престарелых, из-за чего Гомеру приходится бежать. Он возвращается домой и ложится в кровать к Мардж. Мисс Нахасапимапетилон приходит в комнату, чтобы попрощаться с сыном перед отъездом и приходит в ужас, увидев Мардж в постели с другим мужчиной, в то время как Апу спит на полу. Устав от лжи, Мардж просит Апу сказать матери правду. Раз Апу неженат, — решает мисс Нахасапимапетилон, — то у него непременно будет «отложенная свадьба».
Это предельно жёстко демонстрирует Гомеру всю наивность его представлений о лёгкости той аферы, которую он решил провернуть.
Свадьба устроена на заднем дворе Симпсонов. Апу очень не хотел жениться на женщине, которую он даже не знает. Но когда он впервые увидел Манджулу, то понял, насколько она красива, и решил не отказываться от свадьбы. Апу спрашивает у своей будущей жены, какую еду, книгу и фильм она любит; на все три вопроса она отвечает «Жареные зелёные помидоры». Пара решает жениться. Гомер притворяется индийским богом Ганешом, пытаясь отменить свадьбу, но Апу и Манджула всё равно женятся.

## Первое появление
Манджула Нахасапимапетилон

## Производство
Ричард Эйпл придумывал серию задолго до девятого сезона, но идея не экранизировалась в предыдущих сезонах из-за своей красочности. Майку Скалли идея понравилась, и он решил использовать её в первом же сезоне, в котором Майк выступил в качестве исполнительного продюсера. Вторая сюжетная линия, в которой Гомер временно проживает в доме престарелых, долгое время была у Скалли на уме. Сюжет не был достаточно длинным для полной серии, поэтому он был вставлен в эту серию.
Аукцион холостяков был придуман исключительно ради того, чтобы доказать, что Апу — лучший холостяк в Спрингфилде. Эйпл сказал, что сцена придумала себя сама, поскольку любой человек в Спрингфилде не сравним с Апу. Сцена открывает серию, поскольку так понравилось Скалли. Была смонтирована сцена, где Апу меняет прическу, первоначально было ещё три причёски, но их убрали из-за длительности серии. Падение вошедшей в супермаркет матери Апу — шутка, которая была вдохновлена инцидентом с человеком, который упал таким же способом на глазах у Мура, включившего её в эту серию. Шутка была вставлена, чтобы Апу и Гомер успели придумать план. Перед свадьбой Барт питал «священный огонь» страницами из гимна. Первоначально он использовал страницы из Библии, но, когда сцена была создана, Скалли назвал эту шутку «ужасной» и изменил название книги на «Гимн».
Андреа Мартин озвучила мать Апу, записывая её реплики в Нью-Йорке. Она хотела сделать отличный голос, поэтому прослушивала записи Хэнка Азарии, читающего монологи Апу, чтобы удостовериться, что её голос мог быть голосом матери Апу. Во время детских воспоминаний Апу аниматоры удостоверились, что не показали Манджулу, поскольку хотели показать её в самом конце.

## Критика
В оригинальную премьеру серия заняла 22-е место в неделе с 10—16 ноября 1997 года, получила рейтинг Нильсена 11.6, также серию посмотрели 11.6 миллионов зрителей. Это была третья передача с самым высоким рейтингом на канале Fox на той неделе после «Секретных материалов» и «Царя горы».
Тодд Гилкрист из IGN назвал серию одной из избранных серий девятого сезона в своём обзоре к DVD, также Уоррен Мартин и Адрэйн Вуд, авторы книги «I Can’t Believe It’s a Bigger and Better Updated Unofficial Simpsons Guide» (Я не могу поверить — это большой и хороший обновлённый неофициальный гид Симпсонов), назвали серию хорошей и смешной. Йен Джонс и Стив Вильямс раскритиковали серию, назвав её «грязной, несосредоточенной клеветой» из-за организации индуистской свадьбы. Гомер, написавший на бумаге «Где липкие булочки?» для Апу — любимая шутка Майка Скалли.
Серия стала учебным материалом для социологического курса «Глобальное зеркало Симпсонов» в калифорнийском университете Беркли, где занимались «исследованием проблемы производства и критики культурных объектов, в этом случае в сатирических мультфильмах», и выясняли, что там «пытались говорить со зрителями об аспектах, прежде всего американского общества, и в меньшей степени о других обществах». Некоторые цитаты, прозвучавшие на курсах: «Какие аспекты американской культуры были адресованы в серии? Какие аспекты были использованы, чтобы создать места? Как передана сатира: Через язык? Рисунки? Музыку? Поведение каждого персонажа, связанного с другим персонажем, развивающимся за все годы? Есть ли исторический/политический контекст, который высмеивают авторы? В чём разница между сатирой и пародией?».

## Культурные отсылки
- Название серии — пародия на фильм Две мисс Кэрролл[3][неавторитетный источник]
- Песня «Hot Blooded» группы «Foreigner» — играет во время смены стиля Апу[1], также танец подобен манере Riverdance[6].
- Во время свадьбы звучит индийская версия песни «(They Long to Be) Close to You» дуэта The Carpenters[1]. Была нанята индийская вокальная группа, чтобы исполнить песню, хотя инструментальную часть написал Альф Клаузен[5]. Это намек на обновление песни.
- Сцена, в которой Мо идёт по сцене без остановки, основана на случае, произошедшем на стендап-шоу комика Редда Фокса. Во время шоу в Лас-Вегасе Фокс вышел под песню из «Санфорд и сын» и увидел, что в зале мало аудитории. Фокс злобно отреагировал на это, отказался вести шоу и ушёл. Оркестр, озадаченный уходом Фокса, начал играть песню из «Санфорд и сын» снова[4]. Этот инцидент повторится в серии «Trash of the Titans», когда со сцены уйдет Рэй Паттерсон, но этот случай будет больше похож на случившееся[11].